# Ewa Damięcka
Ewa Damięcka, po mężu Wilczek (ur. 22 września 1978 w Warszawie) – polska piłkarka ręczna, wielokrotna reprezentantka Polski i mistrzyni Polski. Grała na pozycji obrotowej.

## Kariera sportowa
Jest wychowanką MKS Varsovia, od 1999 występowała w barwach Monteksu Lublin (w sezonie 2003/2004 jako Bystrzyca Lublin, od 2004 jako SPR Lublin). Z lubelskim klubem zdobyła 11 tytułów mistrzyni Polski (2000–2003, 2005–2010, 2013), dwa tytuły wicemistrzowskie (2004, 2011) i jeden brązowy medal mistrzostw Polski (2012). W 2001 wywalczyła z klubem Puchar EHF. Zakończyła karierę po sezonie 2012/2013.
W reprezentacji Polski debiutowała 27 marca 2003 w towarzyskim spotkaniu z Chinami. Wystąpiła na mistrzostwach świata w 2005 (19. miejsce) i 2007 (11. miejsce) oraz mistrzostwach Europy w 2006 (8. miejsce). Ostatni raz w biało-czerwonych barwach zagrała 30 marca 2008 w meczu eliminacyjnym do Igrzysk Olimpijskich z Rumunią. Łącznie w biało-czerwonych barwach wystąpiła w 84 spotkaniach, zdobywając 131 bramek.